# Список найвищих будівель Греції

ліворуч Афінська вежа, праворуч Міністерство захисту громадян, за ними між ними вул. Астидеон, 52

Список найвищих будівель Греції містить перелік споруд, зведених в Греції, висотою понад 55 м. Більшість з них зведено в столиці країни — місті Афіни. Список складений за даними Ради з висотного будування та міського середовища Греції.
| №  | Назва будівлі                        | Висота, м | Кіль-ть поверхів | Місто, адреса                             |
| -- | ------------------------------------ | --------- | ---------------- | ----------------------------------------- |
| 1  | Афінська вежа 1                      | 103       | 28               | Афіни, проспект Месогіон, 2               |
| 2  | Пірейська вежа                       | 84        | 24               | Пірей                                     |
| 3  | Вежа Аполлона                        | 80        | 25               | Афіни,вул. Ріанкур, 64                    |
| 4  | Центральна вежа «Атрина»             | 80        | 20               | Афіни,проспект Кіфіссіас, 32, Абелокіпі   |
| 5  | Готель «Президент»                   | 68        | 22               | Афіни, проспект Кіфіссіас, 43, Абелокіпі  |
| 6  | «Palace Hotel»                       | 66        | 20               | Родос                                     |
| 7  | Міністерство захисту громадян        | 65        | 18               | Афіни, район Гуді                         |
| 8  | Афінська вежа 2                      | 65        | 15               | Афіни, проспект Месогіон, 2               |
| 9  | Готель «Хілтон»                      | 65        | 14               | Афіни, проспект Королеви Софії, 46        |
| 10 | Житловий комплекс «Дифрос»           | 62        | 18               | Афіни                                     |
| 11 | Східна вежа Тертіпі                  | 62        | 18               | Афіни                                     |
| 12 | Західна вежа Тертіпі                 | 62        | 18               | Афіни                                     |
| 13 | Вежа-близнюк 1 на пр-ті Месогіон     | 62        | 18               | Афіни                                     |
| 14 | Вежа-близнюк 2 на пр-ті Месогіон     | 62        | 18               | Афіни                                     |
| 15 | Афінський виставковий центр          | 60        | 17               | Афіни, проспект Кіфіссіас, 108, Абелокіпі |
| 16 | вул. Астидеон, 52                    | 60        | 17               | Північні Афіни, муніципалітет Холаргос    |
| 17 | Афінський генеральний відділ поліції | 58        | 16               | Афіни                                     |
| 18 | Вежа OTE                             | 58        | 18               | Афіни, проспект Кіфіссіас, Марусі         |
| 19 | Вежа Святої Лаври                    | 56        | 16               | Афіни                                     |
| 20 | Учительська вежа                     | 56        | 16               | Афіни                                     |

Серед висотних споруд в Афінах також наводяться:
| № | Назва будівлі              | Висота, м | Кіль-ть поверхів | Адреса                                      |
| - | -------------------------- | --------- | ---------------- | ------------------------------------------- |
| 1 | Готель «Dorian Inn»        |           | 12               | проспект Пірея                              |
| 2 | Готель «Титанія»           |           | 12               | вул. Панепістиміу, 52                       |
| 3 | Готель «Athens Plaza»      |           | 12               | на розі проспекту Георгіу та площі Синтагма |
| 4 | Готель «Інтерконтиненталь» |           | 12               | проспект Сіггру, 89/93                      |